# Club Baloncesto Gran Canaria
Il Club Baloncesto Gran Canaria è la squadra di pallacanestro di Las Palmas de Gran Canaria. Partecipa alla Liga ACB con il nome di Herbalife Gran Canaria.
Il CB Gran Canaria fu fondato nel 1963 nel seno del Collegio Claret; per molti anni ancora assunse tale denominazione. Era impegnato nei tornei scolastici e visti gli ottimi risultati fu creata una squadra seniores, la quale venne integrata nella seconda divisione spagnola. Il club giocò in tale categoria fino al 1984, quando la dirigenza decise di darne uno statuto. Il nuovo statuto venne approvato l'anno seguente; intanto la squadra cambiò denominazione e diventò Claret Club de Baloncesto. Nella stagione 1987-88 assunse l'attuale denominazione.
Tra gli anni ottanta e novanta la squadra fece diversi salti tra la Liga ACB e la seconda divisione. Dopo aver vinto il campionato della Liga EBA nella stagione 1994-95 il CB Gran Canaria è stato stabilmente nella Liga ACB dal 1995. Nella stagione 2000-01 fece il suo debutto nei tornei continentali, esattamente in Coppa Korać. La stagione 2008-09 sarà ricordata per il record di vittorie casalinghe, ben 12, che permette al club di ottenere il suo record personale in massima serie e per le 7 vittorie consecutive in campionato che eguagliano il record della stagione 2005-2006. Il sesto posto finale permette alla squadra di giocare ancora una volta in una competizione europea. La stagione 2009-2010 rappresenta la quindicesima partecipazione consecutiva della squadra nella Liga.

## Roster 2022-2023
Aggiornato al 28 aprile 2023.
|    | Naz.                                         | Ruolo | Sportivo               | Anno | Alt. | Peso | Note |
| -- | -------------------------------------------- | ----- | ---------------------- | ---- | ---- | ---- | ---- |
| 00 | Francia (bandiera)                           | AG    | Damien Inglis          | 1995 | 203  | 109  |      |
| 2  | Polonia (bandiera)                           | C     | Aleksander Balcerowski | 2000 | 219  | 123  |      |
| 3  | Montenegro (bandiera)                        | G     | Jovan Kljajić          | 2001 | 198  | 102  |      |
| 4  | Stati Uniti (bandiera) · Polonia (bandiera)  | G     | A.J. Slaughter         | 1987 | 191  | 80   |      |
| 5  | Spagna (bandiera)                            | P     | Ferrán Bassas          | 1992 | 181  | 85   |      |
| 6  | Francia (bandiera)                           | P     | Andrew Albicy          | 1990 | 178  | 77   |      |
| 8  | Brasile (bandiera) · Italia (bandiera)       | G     | Vítor Alves Benite     | 1990 | 194  | 88   |      |
| 9  | Argentina (bandiera) · Italia (bandiera)     | AP    | Nicolás Brussino       | 1993 | 203  | 98   |      |
| 10 | Spagna (bandiera)                            | AP    | Miquel Salvó           | 1994 | 205  | 90   |      |
| 14 | Stati Uniti (bandiera) · Lituania (bandiera) | AG    | John Shurna            | 1990 | 206  | 100  |      |
| 16 | Spagna (bandiera)                            | AG    | Rubén López            | 2002 | 206  | 94   |      |
| 18 | Senegal (bandiera)                           | C     | Khalifa Diop           | 2002 | 211  | 105  |      |
| 23 | Turchia (bandiera)                           | A     | David Mutaf            | 2002 | 196  | 85   |      |
| 24 | Venezuela (bandiera)                         | A     | Michael Carrera        | 1993 | 196  | 98   |      |
| 41 | Serbia (bandiera)                            | AG    | Oliver Stević          | 1984 | 204  | 105  |      |

### Staff tecnico
| Allenatore: | Jaka Lakovič                                |
| Assistenti: | Víctor García, Stéphane Dumas, Asier Setién |

## Cestisti
- Brian Clifford 1996-2000
- Mario Fernández 2006-2009

## Palmarès

### Competizioni nazionali
- Supercoppa spagnola: 1

2016

### Competizioni internazionali
- Eurocup: 1

2022-23

## Sponsor
Attraverso gli anni il CB Gran Canaria ha avuto varie denominazioni dovute alle sue sponsorizzazioni:
| - Canarias Telecom: 1999-2002 - Auna Gran Canaria: 2002-2004 - Gran Canaria Grupo Dunas: 2006-2007 - Kalise Gran Canaria: 2007-2009 - Gran Canaria 2014: 2009-2012 - Herbalife Gran Canaria: 2012-oggi |